# Brześce (województwo mazowieckie)
Brześce – wieś sołecka w Polsce położona w województwie mazowieckim, w powiecie piaseczyńskim, w gminie Góra Kalwaria. Leży przy drodze wojewódzkiej nr 724, pomiędzy Konstancinem-Jeziorną a Górą Kalwarią. 
Integralną częścią wsi Brześce jest Osiedle Brześce (SIMC 0001548). 
Wieś szlachecka Brzescze położona była w drugiej połowie XVI wieku w powiecie czerskim  ziemi czerskiej województwa mazowieckiego. W latach 1975–1998 miejscowość administracyjnie należała do województwa warszawskiego.
Przez miejscowość przebiega droga wojewódzka nr 724 z Warszawy przez Konstancin-Jeziornę do Góry Kalwarii.
W Brześcach znajdują się sklep, Zespół Szkół im. Orła Białego oraz pole golfowe (nigdy nie zostało otwarte) które wybudował Jan Wejchert, nieżyjący już założyciel pierwszej telewizji komercyjnej TVN. Od września 2011 ZTM uruchomiło linię 742 która obecnie kursuje z Kabat do Góry Kalwarii.

## Zabytki
Dwór modrzewiowy barokowo-klasycystyczny z 2 połowy XVIII w, oficyna i spichlerz z połowy XIX wieku i inne zabudowania podworskie otoczone parkiem. Jego przebudowa jest przypisywana braciom Janowi i Jakubowi Fontanom. Jan Kanty Fontana był właścicielem Brześc między 1784 a 1791 r. Żył w latach 1731-1800. Był architektem, geometrą i burgrabią Zamku Królewskiego w Warszawie. Architektem był również brat Jana – Jakub Fontana.
W Brześcach kręcono filmy:
- w reżyserii Juliusza Machulskiego Pieniądze to nie wszystko.
- w reżyserii Witolda Adamka Wtorek.